# Köýtendag
Köýtendag est une ville du Turkménistan, capitale du district de Köýtendag dans la province de Lebap.
Sa population était de 8 654 habitants en 1989.